# Kostel svatého Salvátora (Praha, Salvátorská ulice)
Kostel U Salvátora je chrám Českobratrské církve evangelické. Nachází se na pražském Starém Městě mezi ulicemi Salvátorská, Kostečná a Dušní, nedaleko Staroměstského náměstí. Je zasvěcený Salvátorovi, tedy Spasiteli. Je chráněn jako kulturní památka.

## Historie

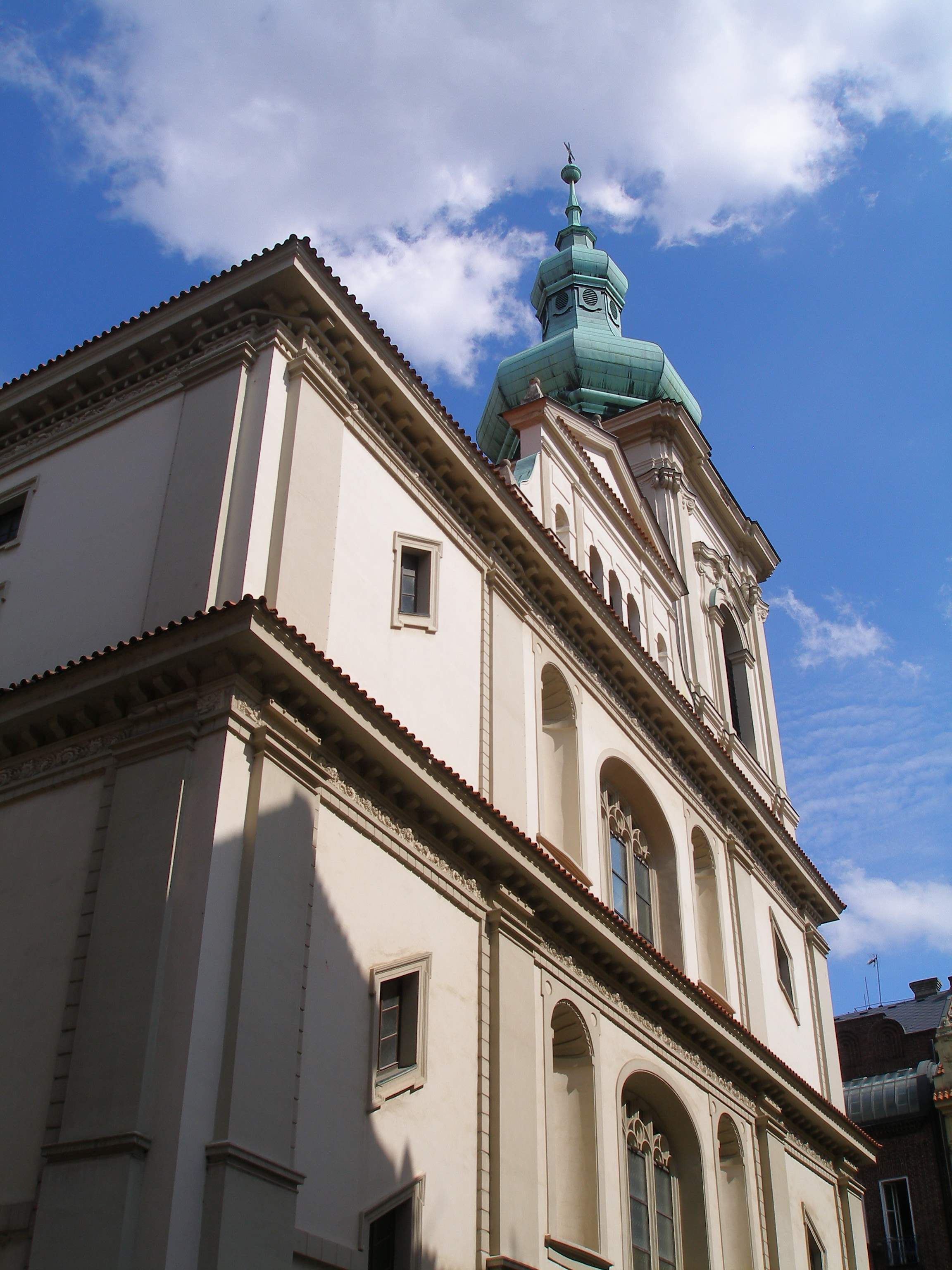
Průčelí kostela U Salvátora s věží

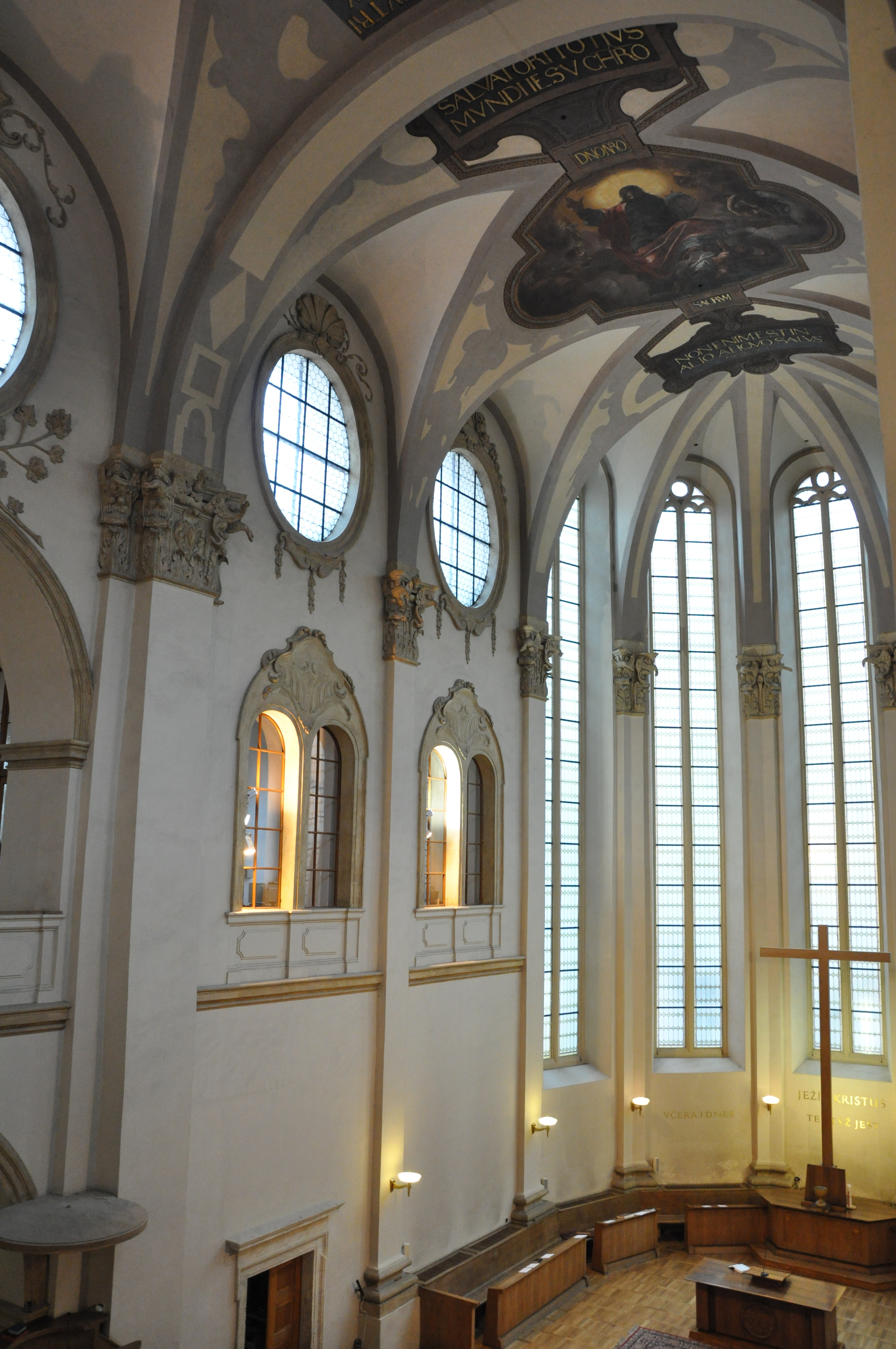
Interiér kostela

Pozemek pro výstavbu kostela pro německý evangelický sbor koupil 5. února 1610 protestantský šlechtic Jáchym Ondřej Šlik. Evangelíci zde plánovali postavit kostel, faru, školu i gymnázium. Základní kámen kostela byl položen 27. července 1611, stavitelem byl Johann Bartholomeus zu Christoffen, někdy jsou jako stavitelé uváděni také Jan Dominik de Barifis nebo Giovanni Maria Filippi. Hrubá stavba byla dokončena asi v roce 1612, celkově byl kostel dokončen v roce 1614 (i když podle pramenů se zdá, že neměl průčelní věže), vysvěcen byl v říjnu téhož roku.
Po bitvě na Bílé hoře byl chrám evangelíkům konfiskován, donátor kostela Jáchym Ondřej Šlik byl v roce 1621 za účast na českém stavovském povstání popraven a v roce 1624 byl kostel předán pavlánům, kteří jej zahrnuli do svého kláštera u sv. Salvátora, oproti jiným konfiskovaným protestantským kostelům ale není doložena žádná přestavba. Později byly pravděpodobně postaveny věže, poprvé je zmiňuje zpráva z roku 1689, podle které byly zničeny požárem. Zdá se, že stavba věží může souviset s pracemi na klášteře datovanými k roku 1686. Po požáru pavláni kostel obnovili, ale severní věž asi neměla střechu a je možné, že ji zničil další požár v roce 1754. Dodnes se dochovala pouze jižní věž, vrcholně barokně upravená (úprava ze druhé čtvrtiny 18. století). V roce 1777 byly provedeny stavební úpravy kláštera i kostela, které vedl stavitel Jan Josef Prachner.
Klášter pavlánů byl zrušen v rámci církevních reforem císaře Josefa II. roku 1796 a přešel i s kostelem k mincovnímu úřadu a z kostela se stala mincovna. Původní mramorová dlažba byla v roce 1804 přenesena do kostela sv. Haštala, byly zde umístěny stroje na výrobu mincí, boční lodě sloužily jako stáje.
| „Mincovní úřad užíval kostela za skladiště, později od r. 1795 za mincovnu. K tomu cíli byly postranní lodi přepážkou zdí odděleny od hlavní lodi a upraveny na byty, hlavní loď pak stala se velikou dílnou k válcování stříbrných desk. Koňským pohonem, postaveným před oltářním prostorem, byly poháněny příslušné stroje. V pravé lodi byla konírna. Ražení peněz dálo se ve dvoře v přízemní budově.“ |
| F. Hrejsa |

Mincovní úřad užíval kostela za skladiště, později od r. 1795 za mincovnu. K tomu cíli byly postranní lodi přepážkou zdí odděleny od hlavní lodi a upraveny na byty, hlavní loď pak stala se velikou dílnou k válcování stříbrných desk. Koňským pohonem, postaveným před oltářním prostorem, byly poháneny příslušné stroje. V pravé lodi byla konírna. Ražení peněz dálo se ve dvoře v přízemní budově.

## Od konce 19. století do 1918
Mincovna fungovala do roku 1848, v roce 1857 byla zrušena a v roce 1863 kostel za 15 000 zlatých koupili pražští evangelíci augsburského vyznání, kteří kostel renovovali a používají ho ke svým bohoslužbám dosud. V roce 1905 pražští evangelíci augsburského vyznání prodali dům v Truhlářské a za získané peníze opravili salvátorský kostel. V průběhu let byl několikrát drobně opravován, v roce 1911 byly nalezeny fragmenty maleb znaků pražských měst, fundátora kostela Jáchyma Ondřeje Šlika a dalších.

## Od 1918 do současnosti
Od sloučení evangelických církví roku 1918 je kostelem staroměstského sboru Českobratrské církve evangelické. V 50. letech 20. století prošel významnou renovací.
V letech 1997-2002 a opět 2007-2011 zde byl duchovním Svatopluk Karásek.

### Program záchrany architektonického dědictví
V rámci Programu záchrany architektonického dědictví bylo v roce 1997 na opravu památky čerpáno 1 000 000 Kč.